# Ghoul

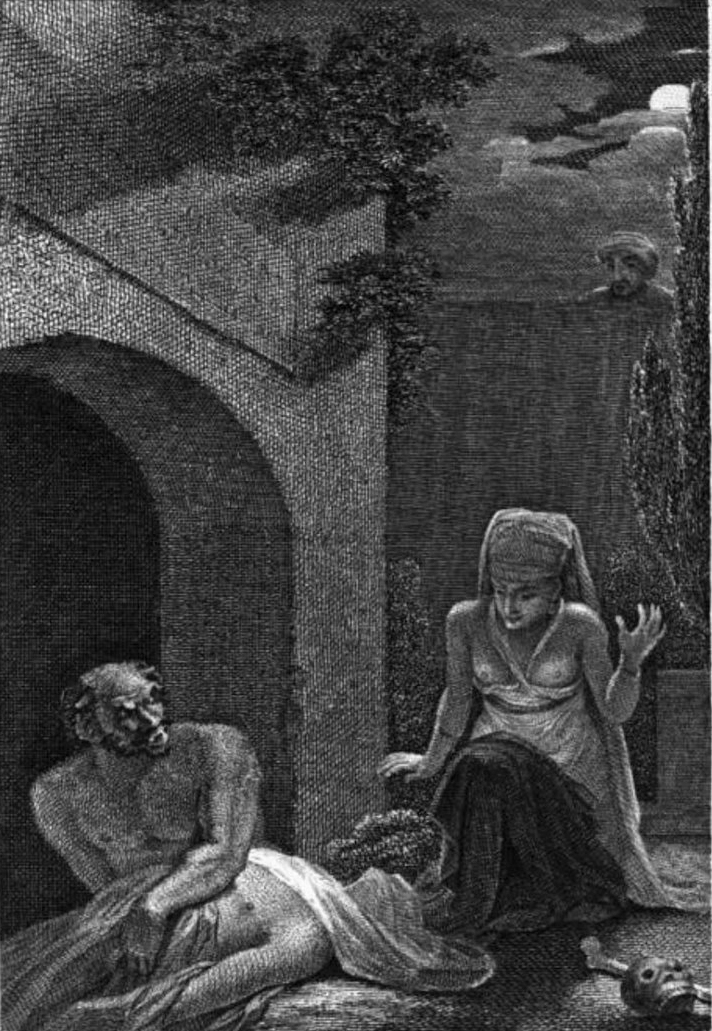
Amine Descoberta com o Goule, da história de Sidi Nouman, Mil e Uma Noites

Ghoul (do inglês, pronunciado "gul"), encontrado em dicionários como guli, gulio, goula ou até gula, também normalmente traduzido em obras de fantasia como carniçal, é um ser semelhante a um demônio ou humanóide monstruoso originário da religião árabe pré-islâmica associado a cemitérios e ao consumo de carne humana. Na ficção moderna, o termo tem sido frequentemente usado para um certo tipo de monstro morto-vivo. Por extensão, a palavra ghoul também é usada em sentido depreciativo para se referir a uma pessoa que se delicia com o macabro ou cuja ocupação envolve diretamente a morte, como um coveiro ou ladrão de túmulos.
Na mitologia árabe, sua origem, é um monstro canibal que habita debaixo da terra e outros lugares desabitados. O nome de origem da criatura é الغول (ghūl), significando demônio. Da língua árabe, o termo الغول, "al-ghūl", significa  "o ghoul" e seu nome feminino é "ghouleh", enquanto o plural é "ghilan".
Ghoul então é o nome de um demônio habitante de desertos que assalta túmulos, bebe sangue, rouba moedas e come cadáveres. A literatura popular mais antiga que faz referência ao ghoul é a obra As Mil e Uma Noites.
A estrela Algol tem seu nome originário da criatura.